# Capablanca (bandoler)
|  | Per a altres significats, vegeu «José Raúl Capablanca Graupera». |

En Capablanca va ser un dels bandolers més llegendaris del camí ral de Coll de Daví entre el Vallès i el Bages. Armat amb un pedrenyal, estenia la seva capa al mig del camí, s'enfilava dalt d'un arbre o d'una roca i obligava els viatgers a deixar tot el que duien de valor dins la capa; si no l'obeïen, els amenaçava amb el seu pedrenyal. Sota el Paller de Tot l'Any hi ha una escletxa anomenada la cova d'en Capablanca, que segons la llegenda era el seu amagatall. No se sap com va acabar la vida d'en Capablanca.